# Ighli Vannucchi
Ighli Vannucchi est un footballeur italien né le 5 août 1977 à Prato en Italie. Il évolue au poste de milieu offensif au Spezia Calcio 1906.

## Biographie
Ighli Vannucchi intègre la sélection espoirs italienne et remporte avec elle l'Euro espoirs 2000 sous les ordres de Marco Tardelli. Il prend part dans la foulée aux Jeux olympiques 2000 et y atteint les quarts-de-finale.

## Palmarès

### En club
| - US Palerme - Serie B - Champion : 2004. |  | - Empoli FC - Serie B - Vice-champion : 2005. |

### En équipe nationale
- Italie espoirs
  - Euro espoirs
    - Vainqueur : 2000.